# Râul Găinăria
Râul Găinăria este un curs de apă, afluent al râului Jijia. 